# Marian Suski
Marian Franciszek Suski (født 2. november 1905 i Kielce, død 25. december 1993 i Warszawa) var en polsk fægter, som deltog i de to olympiske lege i 1930'erne.

## Fægtekarriere
Suski dyrkede først og fremmest sabelfægtning, og det var i denne disciplin, han deltog i OL 1932 i Los Angeles. Han var med på det polske hold i sabelholdturneringen, hvor der ved disse lege kun var seks deltagere. Polen gik let videre fra sin indledende pulje og var dermed direkte i finalen. Her blev det til klare nederlag til guldvinderne fra Ungarn og sølvvinderne fra Italien, men bronzen blev genvundet efter uafgjort mod USA (men med flest træffere i den indbyrdes kamp). Denne gang bestod det polske hold foruden Suski af Adam Papée, Władysław Segda, Władysław Dobrowolski, Tadeusz Friedrich og Leszek Lubicz-Nycz.
Han var også med ved OL 1936 i Berlin, igen som en del af sabelholdet, der denne gang måtte nøjes med fjerdepladsen. Derudover var han med til at vinde bronze ved det uofficielle VM i 1934, og i 1950 vandt han det polske sabelmesterskab.
Suskis nevø, Leszek Suski, var ligeledes fægter og deltog i OL 1952 i Helsinki.

## Øvrige karriere
Suski gik 1924-1927 på officeringeniørskolen i Warszawa og kom derpå ind i radiotelegrafregimentet. Han studerede også i en periode på ingeniørskole i Paris, inden han tilbage i Polen kom til at arbejde i med forskning i elektronisk kommunikation. I 1938 fik han eksamen fra Warszawas tekniske universitet.
Under anden verdenskrig var han leder af kommunikationscenteret i forsvaret af Warszawa i 1939. Efter Polens overgivelse blev han interneret i krigsfangelejr i Murnau am Staffelsee. Her lykkedes det ham at samle komponenter til at bygge en simpel radiomodtager, der gjorde det muligt for fangerne at kommunikere. Efter krigen kom han til at undervise på universitetet for kommunikationsteknologi.
I 1968 støttede han studenterdemonstrationerne, og som følge af sine politiske holdninger blev han først udnævnt til professor i 1974. I 1980'erne var han en del af Solidarność-bevægelsen helt fra begyndelsen.
Efter hans død blev en bygning på instituttet for telekommunikation og akustik på hans universitet opkaldt efter ham.